# Tephrina subocellata
Tephrina subocellata là một loài bướm đêm trong họ Geometridae.